# Silvestre Ferraz Egreja
Silvestre Ferraz Egreja (Cristina, 1 de setembro de 1901 – São Paulo, 12 de maio de 2002) foi um político brasileiro.
Filho de José Maria Egreja e de Marieta Ferraz Egreja. Casou com Almei Viana Egreja.
Em 1933 transferiu-se para Ipauçu (SP), onde iniciou sua vida política em 1934, sendo nomeado prefeito desta cidade pelo governador Armando de Sales Oliveira (1933-1935). Em janeiro de 1947 foi eleito à Assembléia Constituinte de São Paulo pela União Democrática Nacional (UDN). Nas eleições estaduais em São Paulo em 1950 foi eleito deputado federal. Foi reeleito nas eleições estaduais em São Paulo em 1954. Nas eleições de outubro de 1962 conseguiu outra vez uma suplência. No ano seguinte fundou a Companhia Açucareira Ferraz Egreja, em Ipauçu, tornando-se seu presidente, cargo que ocuparia até 1972. Chegou a ocupar uma cadeira na Câmara dos Deputados de maio a novembro de 1963 e a partir de abril de 1964. Com a extinção dos partidos políticos pelo Ato Institucional nº 2 e a posterior instauração do bipartidarismo, filiou-se à Aliança Renovadora Nacional (Arena). Nessa legenda foi mais uma vez eleito deputado federal por São Paulo em novembro de 1966. Mais uma vez eleito em novembro de 1974, retornou à Câmara no início da legislatura, em fevereiro de 1975.